# Eurybia lycisca
Eurybia lycisca is een vlindersoort uit de familie van de prachtvlinders (Riodinidae), onderfamilie Riodininae.
Eurybia lycisca werd in 1851 beschreven door Westwood.